# Adam Cheng Siu-Chow
Adam Cheng Siu-Chow (Hongkong, 24 februari 1947) (jiaxiang: Guangdong, Shantou, Chenghai) werd geboren als Cheng Chong-Sai (鄭創世). Hij is een beroemde Hongkongse filmacteur, TVB acteur en zanger. In 2006 won hij de Golden Needle Award van RTHK in de categorie "Top Ten Chinese Gold Songs Award".
Cheng Siu-Chow startte zijn carrière in de jaren zeventig van de 20e eeuw als acteur in wuxiafilms van TVB. Deze waren grotendeels gebaseerd op de verhalen van Louis Cha en Gu Long. Hij was van 1975 tot 1979 getrouwd met Lydia Shum. Hun dochter is de Hongkongse zangeres en TVB actrice Joyce Cheng Yan-Yee. Lydia overleed in 2008 aan kanker.

## Filmografie

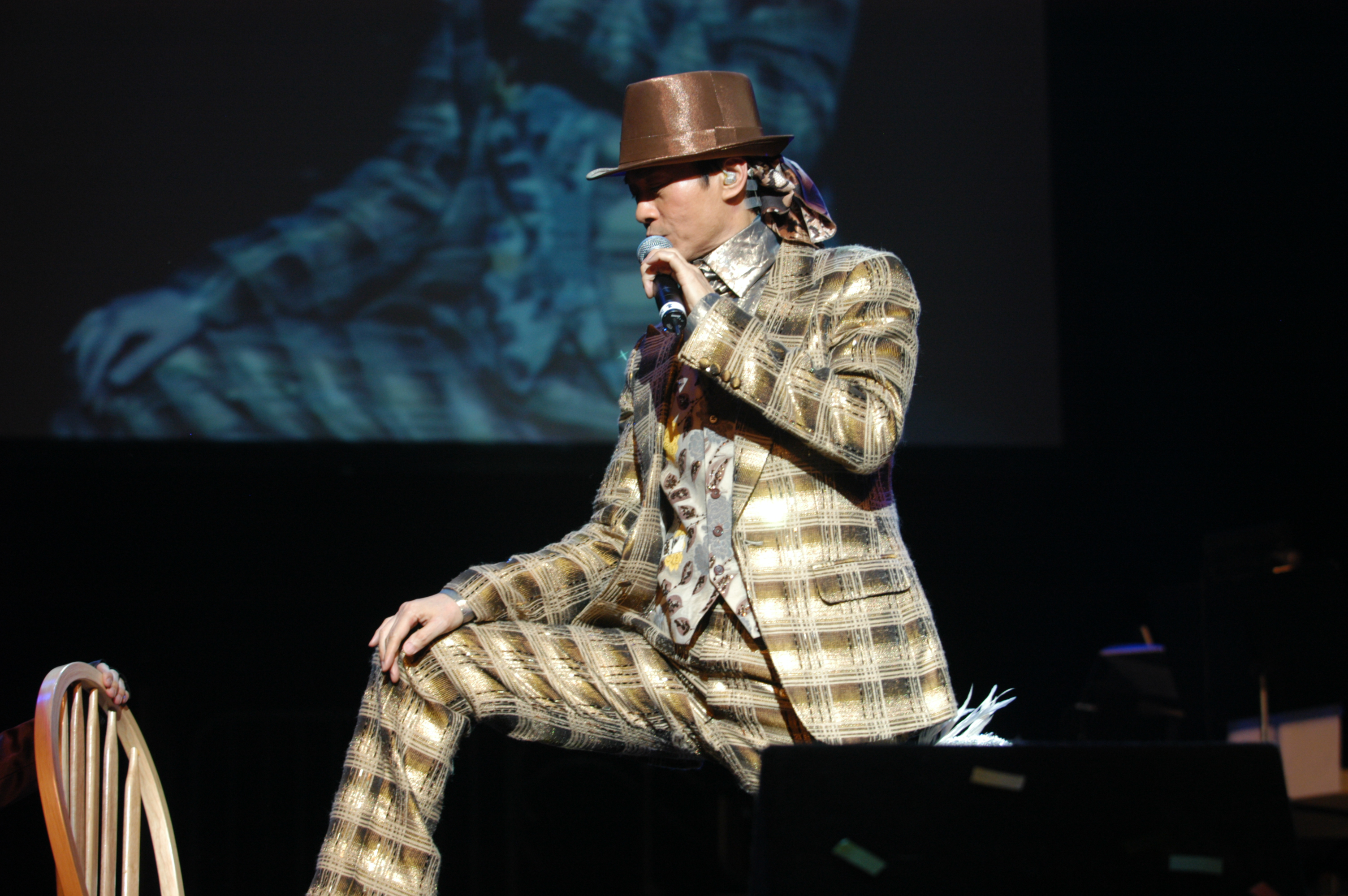
Tijdens een concert in Singapore

### Films
- Shao Lin Popeye 2 - Messy Temple (1994)
- Shaolin Popey 2: Messy Temple (1994)
- The Legend 2 (1993)
- Painted Skin(1992)
- Path of Glory (1990)
- Seven Warriors (1989)
- Gunmen (1988)
- Shaolin and Wu Tang (1984)
- Zu Warriors from the Magic Mountain(1983)
- The Sword (1980)

### Televisieseries

#### 1970 - 1980
- Chinese Folklore (1976)
- The Legend Of The Book and the Sword (1976)
- The Great Vendetta (1977)
- The Kingdom And The Beauty (1977)
- Luk Siu Fung (1977)
- Vanity Fair (1978)
- Heaven Sword and Dragon Sabre (1978)
- One Sword (1978)
- Chor Lau Heung (1979)
- Over The Rainbow (1979)

#### 1980 - 1990
- Five Easy Pieces (1980)
- Odd Couple (1980)
- Brothers Four (1981)
- In Love and War (1981)
- The Hawk (1981)
- The Misadventure of Zoo (1981)
- The Switch (1982)
- Sandwich Man (1983)
- "The New Adventures of Chu Liuxiang (Chor Lau Heung)" (for Taiwan's China TV network, 1985-1988; a weekly wuxia serial)
- Legendary of Wud (1986)
- The Legend of Wong Tai Sin (Huang Daxian) (1986)
- Fate Takes a Hand (1987)
- Behind Silk Curtains (1988)
- Final Verdict (1988)
- Kuet Gin Wong Shing (Challenge of the Imperial Palace) (1988)

#### 1990 - 2000
- "Chronicles of Emperor Qianlong (Xi Shuo Qian Long)" (China TV, 1991)
- The Greed of Man (1993)
- Instinct (1994)
- "The Legend of Chu Liuxiang (Xiang Shuai Zhuan Ji)" (TTV, 1995) with Taiwanese Opera actress Yarlane Chen Ya-lan as co-stars
- Forty Something (1994)
- Cold Blood Warm Heart (1995)
- The Legendary Chin Lung II (1995)
- Once Upon A Time In Shanghai (1996)

#### 2000 - heden
- Blade Heart (2004)
- The Conqueror's Story (2004)
- The Princes Shadow (2005)
- Bar Bender (2006)
- Inside the Forbidden City (2006)
- Return in Glory (China) (2007)

- Biblioteca Nacional de España: XX1309388
- Bibliothèque nationale de France: cb140544940 (data)
- Gemeinsame Normdatei: 1247589609
- International Standard Name Identifier: 0000 0000 6301 3109
- Library of Congress Control Number: no00060586
- MusicBrainz: 3a708693-3f49-4b2c-bc07-0dfee2ef1237
- Nationale bibliotheek van Australië: 36674850
- SNAC: w6q24w60
- Système universitaire de documentation: 181306921
- Virtual International Authority File: 5135339
- WorldCat: E39PBJkT4J7BMCTyxftqBrryVC